# Hidalgo (delstat)
Hidalgo är en av Mexikos delstater och är belägen i den centrala delen av landet. Den hade cirka 2,7 miljoner invånare år 2010. Administrativ huvudort och största stad är Pachuca de Soto. Andra stora städer är Tulancingo i den östra delen av delstaten och Tula de Allende, med sina uråldriga toltekruiner, i den västra delen. 
Delstaten har fått sitt namn efter Miguel Hidalgo, och är indelad i 84 kommuner.
Delstaten skapades den 16 januari 1869.